# Lori Trahan
Lori A. Loureiro Trahan, née le 27 octobre 1973 à Lowell, est une femme politique américaine, membre du Parti démocrate. 
En 2018, elle remporte l'élection à la Chambre des représentants dans le troisième district congressionnel du Massachusetts face au candidat du Parti républicain Rick Green avec 62 % des voix,.
Elle est réélue le 3 novembre 2020, ainsi que le 8 novembre 2022 et de nouveau le 5 novembre 2024.